# Lysiteles badongensis
Lysiteles badongensis är en spindelart som beskrevs av Song och Jian-yuan Chai 1990. Lysiteles badongensis ingår i släktet Lysiteles och familjen krabbspindlar. Inga underarter finns listade i Catalogue of Life.